# Мицпа

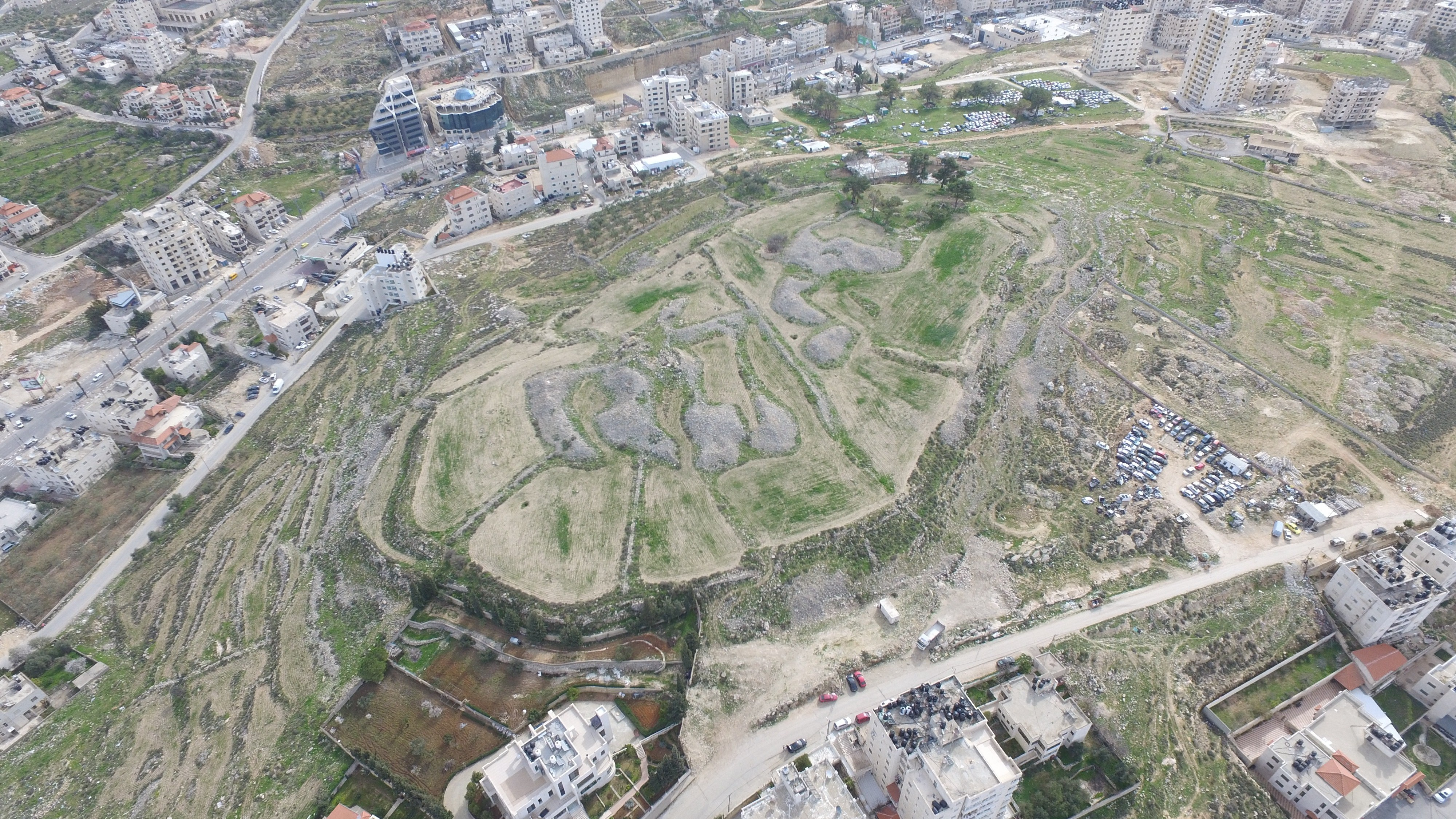
Тель-эн-Насбе, археологический памятник

Мицпа (др.-евр. מִצְפָּה‬, «сторожевая башня, дозорный») — город колена Вениамина, упомянутый в Танахе. С Мицпой отождествляются три места:

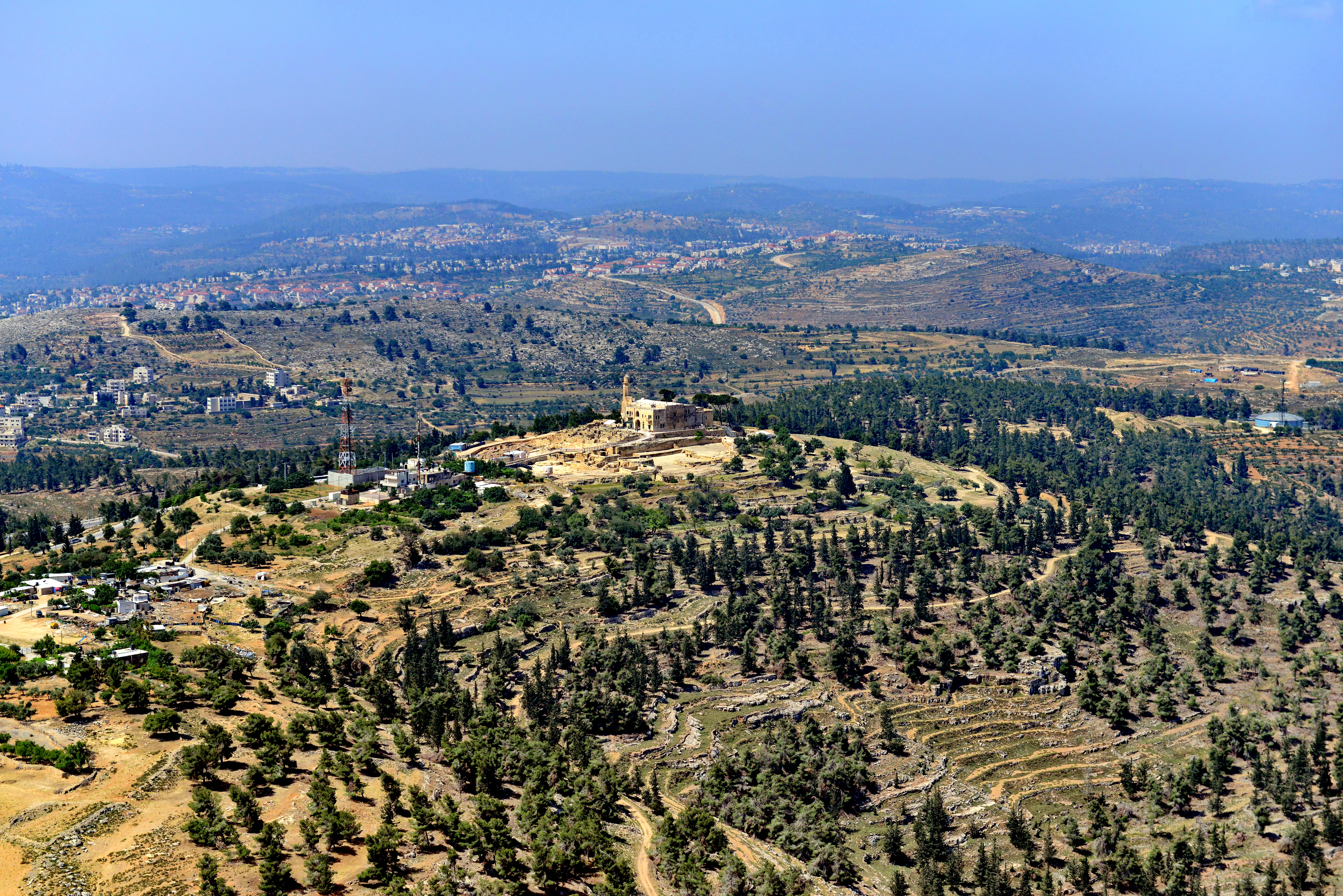
Наби-Самвил

Тель-эн-Насбе в 12 километрах к северу от Иерусалима, Наби-Самвил в 8 км к северо-западу от Старого города Иерусалима (расположен на самом высоком холме в окрестностях, над равниной Гаваона) и Шуафат, деревня, расположенная на плоском отроге к северо-западу от Иерусалима, из которой виден Иерусалим.

## В Библии
Мицпа в Галааде, к юго-востоку от Галилейского моря упоминается в книге Бытия. В галаадской Мицпе Лаван и его зять Иаков заключив соглашение, что Бог будет охранять их, пока они будут находиться отдельно друг от друга, отметили это грудой камней. Никто из них не мог выйти за пределы этих скал, чтобы напасть на другого.
В Мицпе Вениаминовой происходили другие события. Наложница путешественника-левита была изнасилована жителями Гивы, после чего другие колена Израиля решили напасть на мужчин Вениамина за этот тяжкий грех (Суд. 20:1—11), также было принято решение не разрешать браки между израильтянками и мужчинами-вениамитянами (Суд. 21:1) (см. Наложница в Гиве).
После попадания Ковчега Завета в филистимский плен после поражения израильтян в битве при Афеке, пророк Самуил собрал весь Израиль в Мицпе, чтобы принести жертву Господу для прощения их грехов, после чего израильтяне отразили набег филистимлян. В память об этом событии Самуил установил между Мицпой и Шеном камень и назвал его Эвен-ха-Эзер, то есть «камень помощи» (1Цар. 7:5—12).
Пророк Самуил также собрал народ Израиля в Мицпе, чтобы Господь определил их первого царя. В Мицпе Саул был выбран по жребию из всех колен и семей Израиля (1Цар. 10:17—24).
Во времена правления Асы, царя Иудеи, и Ваасы, царя Израиля, Мицпа была одним из двух городов, которые Аса построил из камней, которые Вааса использовал для укрепления Рамы (1Цар. 15, 1Цар. 15:22, 2Пар. 16, 2Пар. 16:6).
После того как вавилоняне разрушили Иерусалим, правителем Мицпы был назначен Гедалия. Пророк Иеремия, спасённый Гедалией от вавилонского плена, пришёл в Мицпу из Рамы. Позже, Ишмаэль бен Нефания, член царской семьи Иудеи, убил Гедалию. Убийство стало причиной бегства евреев в Египет, несмотря на предупреждение Иеремии о том, что люди будут подвергнуты позору и умрут, если пойдут в Египет (4Цар. 25:23—26, Иер. 40:6 — 42:22).
Мицпа упоминается в Книге Неемии как один из городов, заселенных еврейскими изгнанниками, вернувшимися из вавилонского плена и помогавшими строить стены Иерусалима во время правления персидского царя Артаксеркса I (Неем. 7:7—19). Это были потомки жителей, которые раньше проживали в городе (Неем. 7:6).

## Идентификация
Основными претендентами на место Мицпы являются Тель-эн-Насбе, Наби Самвил и Шуафат.
- Название Шуафат считается искажением старого названия Мицпа или Сафа. Расположение Шуафата соответствует описанию «против Иерусалима» (1Мак. 3:46)[3]
- отождествить Мицпу с Тель-эн-Насбе[англ.] предложил археолог Иоханан Ахарони[7]
- Против этого есть возражения, так как Мицпа располагалась рядом с Гаваоном[2]. Дорога в Наблус[англ.] проходит через Телл-эн-Насбе. Ишмаэль, сын Нефании не бежал бы в Аммон через Гаваон[8].
- Мицпа — это место лагеря Иуды Маккавея перед битвой при Эммаусе[англ.] во время восстания Маккавеев, согласно Первой книге Маккавеев. «Тогда они собрались вместе и пошли в Мицпу, против Иерусалима, потому что раньше у Израиля было место молитвы в Мицпе» (1Мак. 3:46). После религиозной церемонии, на следующий день была устроена засада на лагерь Селевкидов[9].
- В Наби-Самуэль не обнаружилось никаких артефактов железного века или VI века (периоды, когда Мицпа была оккупирована). Напротив, в Тель-эн-Насбе[англ.] сохранилось множество находок обоих периодов, и, кроме того, массивная система укреплений, которая хорошо сочетается со строительной кампанией иудейского царя Асы в начале IX века до нашей эры. Его расположение на главной дороге, ведущей из Иерусалима, хорошо соответствует упоминанию Мицпы в Первой книге Царств (1Цар. 15:22).